# Flughahn
Der Flughahn (Dactylopterus volitans) ist eine Art der Knochenfische  aus der Familie der Flughähne. Er ist gekennzeichnet durch sehr stark vergrößerte Brustflossen, die er wie Tragflächen beim Schwimmen einsetzt. Dass er wie sein Artname suggeriert und früher in der Fisch-Literatur behauptet wurde, wie Fliegende Fische außerhalb des Wassers mit ihnen fliegen könne, ist ein Märchen. Die Art ist sowohl im östlichen wie im westlichen Atlantik anzutreffen.

## Merkmale
Der Flughahn besitzt einen langgestreckten, kegelförmigen Körper mit einem großen Kopf, der im Querschnitt fast viereckig ist. Er erreicht eine Körperlänge von durchschnittlich 15 Zentimeter, die Maximallänge kann bis zu 50 Zentimeter betragen. Der steil abfallende Kopf besitzt ein großes, sehr breites und endständiges Maul mit fleischigen Lippen. Er ist mit helmartigen Hautplatten, die nach hinten in zwei großen Stacheln auslaufen, und mit zahlreichen Leisten gepanzert. Der Rücken und die Flanken sind grau oder braun mit hellen und dunklen Flecken, der Bauch ist weiß oder rosa. Die flügelartig erweiterten Brustflossen besitzen einen leuchtend blauen Saum und zahlreiche, in Mustern angeordnete blaue Flecken und Linien.
Die Brustflossen sind flügelartig ausgebildet und sehr stark vergrößert, sodass sie angelegt bis weit hinter den Ansatz der Analflosse reichen. Die vordersten sechs Flossenstrahlen sind von der Hauptflosse getrennt und bilden einen eigenen Lobus. Die Bauchflossen sind kehlständig. Die Rückenflosse ist geteilt, die vordere Rückenflosse besteht aus 8 Hartstrahlen, die zweite aus einem Hart- und 8 Weichstrahlen und die Analflosse besitzt 6 Weichstrahlen. Entlang der Mittellinie der Flanken verlaufen 60 bis 62 Schuppen.

## Verbreitung
Sein Verbreitungsgebiet reicht im Ostatlantik von Großbritannien bis Angola einschließlich des Mittelmeeres, der Azoren und Madeira. Im Westatlantik ist er von Kanada bis Massachusetts, im Golf von Mexiko und bis zur Küste Argentiniens anzutreffen.

## Lebensweise
Der Fisch lebt vor allem auf Sand- und Schlammboden in 10 bis 30 Metern Tiefe, seltener in tieferen Bereichen bis 80 Meter. Er ernährt sich vor allem von wirbellosen Tieren wie Krebsen, Weichtieren und Würmern.
Die Laichzeit fällt in den Sommer. Die Eier werden in das Freiwasser abgegeben und schweben aufgrund von eingelagerten Öltröpfchen im Oberflächenwasser.

## Belege
1. 1 2 3 4  Flughahn auf Fishbase.org (englisch)
2. 1 2 3 4 5  Andreas Vilcinskas: Fische - Mitteleuropäische Süßwasserarten und Meeresfische der Nord- und Ostsee. BLV Verlagsgesellschaft, München 2000; S. 170. ISBN 3-405-15848-6.